# Balkanský region
Balkánský region (turkmensky Balkan welaýaty, Балкан велаяты) je jeden z pěti regionů Turkmenistánu, leží nejzápadněji. Na severu hraničí s Kazachstánem a Uzbekistánem, na východě se dvěma provinciemi Turkmenistánu, na jihu s Íránem a na západě s Kaspickým mořem. Hlavním městem je Balkanabat, dříve Nebit Dag. Hranice oblasti jsou shodné s hranicemi dřívější Krasnovodské oblasti, která existovala v době Turkmenské sovětské socialistické republiky s hlavním městem Krasnovodsk. Má rozlohu 139 270 km² a přibližně 530 tisíc obyvatel.